# Siebte Isonzoschlacht
1915

1. Isonzo – 2. Isonzo – Erste Dolomitenoffensive – Zweite Dolomitenoffensive – 3. Isonzo – 4. Isonzo – Lavarone (1915–1916)
1916

5. Isonzo – Südtiroloffensive – 6. Isonzo (Doberdo) – 7. Isonzo – 8. Isonzo – 9. Isonzo – 
Lawinenkatastrophe
1917

10. Isonzo – Ortigara – 11. Isonzo – 12. Isonzo – Pozzuolo – Monte Grappa
1918

Piave – San Matteo – Vittorio Veneto

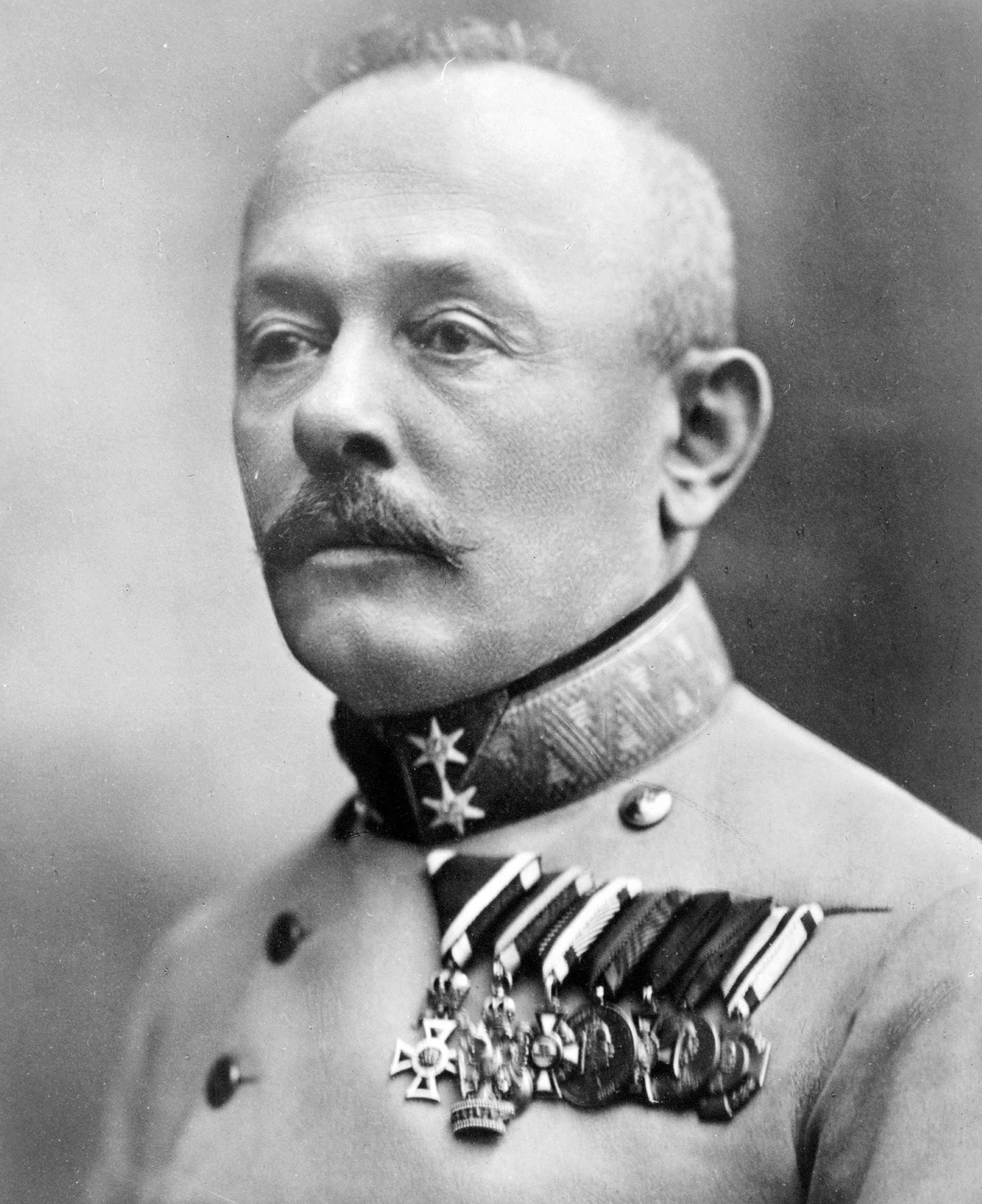
Generaloberst Svetozar Boroević von Bojna (hier noch als Feldmarschalleutnant)

Die siebte Isonzoschlacht,  (at:siebente Isonzoschlacht), war eine Schlacht im Ersten Weltkrieg zwischen Österreich-Ungarn und dem Königreich Italien im Bereich des Isonzo und vor der Hochfläche des Karst östlich von Gradisca. Sie begann am 14. September 1916 und endete am 18. September 1916 ohne nennenswerten Erfolg für die Angreifer.

## Ausgangslage
Nach dem Ende der vorangegangenen Sechsten Isonzoschlacht hatte der k.u.k. Befehlshaber in diesem Abschnitt, Generaloberst Boroević, erkannt, dass die Ruhe nach den Angriffen nicht lange anhalten würde. Die Einnahme von Görz hatte die Italiener in eine taktische Lage gebracht, die auf Dauer unhaltbar war. In der Front bestand nunmehr eine Ausbuchtung, die ständig von beiden Flanken her bedroht war. Eine Verschiebung und Begradigung der Front nach Osten war für sie zwingend notwendig. Diese Gefahr vor Augen, forderte Boroević Ersatz an, um seine abgekämpfte 5. Armee aufzufrischen. Als Verstärkung wurden ihm zugeteilt:
- 43. Landwehrinfanterie-Truppendivision (Generalmajor Johann Fernengel)
- 28. Infanterie-Truppendivision (Feldmarschalleutnant Joseph Schneider von Manns-Au)
- 57. Infanterie-Truppendivision (Generalmajor Joseph Hroznў von Bojemil)
- 44. Landwehrinfanterie-Truppendivision (Feldmarschalleutnant Josef Nemeczek)[1][2]

Damit hatte sich der Bestand an 102.000 Feuergewehren Anfang August bereits vier Wochen später auf 148.000 Feuergewehre erhöht. Auf der Österreich-Ungarischen Seite glaubte man sich aus diesem Grunde vorbereitet, obwohl das auf der Karsthochfläche angelegte neue Stellungssystem noch nicht gänzlich fertiggestellt war. Es herrschte jedoch zunächst völlige Unklarheit über Zeitpunkt und Abschnitt, in dem der italienische Angriff stattfinden würde. Im Allgemeinen rechnete man mit einem zunächst lokalen Vorstoß im Wippachtal, kam jedoch dann zu der Erkenntnis, dass es damit nicht getan sein würde und dass ein massiver Angriff zu erwarten sei.

## Ablauf
Am 13. September begannen die Italiener mit der Artillerievorbereitung auf die Front bei Plava, die rückliegenden Räume im Wippachtal und die Karsthochfläche. Besonders intensiv wurden die Anmarschwege und die vermuteten höheren Kommandostellen beschossen. Der Artilleriebeschuss richtete sich dann mit Masse auf die Karsthochfläche, die am 14. September unter zweistündigem Trommelfeuer lag. Die Konzentration reichte bis zu den Ortschaften San Michele del Carso und San Martin del Carso. Das Artilleriefeuer auf das Wippachtal und bei Plava entpuppte sich zunächst nur als Störfeuer mit Ablenkungscharakter. Nach dem Ende des Trommelfeuers trat die italienische Infanterie auf einer Breite von etwa 20 Kilometern südlich der Wippach zum Angriff an. Ausgenommen von einem kleinen Geländegewinn an der Felsplatte von Nad Logem blieb der Angriff stecken und wurde zurückgeschlagen. Zunächst sporadische und ohne Nachdruck geführte Infanterieangriffe im Wippachtal und bei Plave blieben ebenfalls ohne Ergebnis.
Ab dem 15. September 1916 wurden letztere zwar intensiviert und nahmen an Bedrohlichkeit zu, es blieb nördlich der Wippach jedoch bei halbherzigen Aktionen, deren Zweck es war, lediglich Kräfte zu binden. Auf dem Bereich südlich der Wippach lag erneut schweres Trommelfeuer mit der Absicht, die Einbruchstelle bei Nad Logem zu erweitern. Hier erfolgten dann bereits seit dem Morgen heftige Infanterieangriffe, die gegen Mittag in einem massiven Angriff auf Oppacchiasella und die Höhe 208 gipfelten, ohne jedoch einen Erfolg zu verzeichnen. Gegen 16.00 Uhr erfolgte ein weiterer schwerer Angriff zwischen der Wippach und der nördlichen Kammlinie des Karstplateaus, bei dem die Angreifer die Abwehr durchbrechen und die Höhe von San Grado de Merna einnehmen konnten. Ein sofortiger Gegenstoß verhinderte ein weiteres Vordringen ebenso wie am Plateau Nad Logem. Außer hier konnten keine Geländegewinne erzielt werden. Die meisten der weiter südlich angesetzten Angriffe wurden bereits vor Erreichen der Gräben zurückgeschlagen. Wo die italienische Infanterie in die Gräben eindringen konnte, wurde sie in erbitterten Nahkämpfen wieder hinausgedrängt.
Am 16. September richteten sich zunächst wieder schwere Angriffe gegen den Nordteil der Karsthöhe, die jedoch alle unter großen Verlusten zusammenbrachen. Daraufhin richteten die Italiener ihre Bemühungen am Nachmittag auf den Südteil der Höhe, die von der 9. Infanterie-Truppendivision und der 24. Landssturm-Gebirgsbrigade unter dem Kommando von Feldmarschalleutnant von Schenk verteidigt wurde. Bis in die Dunkelheit wurde hier um die Höhe 208 und die Kuppe 144 erbittert gekämpft, ohne dass die k.u.k. Truppen hier nachgegeben hätten. Der Angriff wurde dann abgebrochen.
Die großen Verluste der Angreifer hatten zur Folge, dass sie im Bereich nördlich von Görz bei Plava einen intensiven Angriff nicht mehr würden durchführen können. Die Gefechtstätigkeit, die hier über das normale Maß kaum einmal hinausgegangen war, wurde deutlich schwächer. Wenn auch das Evidenzbureau davon auszugehen glaubte, dass noch mindestens fünf ausgeruhte Divisionen als italienische Reserven vorhanden seien, so waren doch die Hauptangriffskräfte stark abgekämpft. Man ging davon aus, dass der italienische Oberbefehlshaber General Luigi Cadorna diese Reserven hier einsetzen würde, dann aber keine Kräfte mehr frei hätte, um an anderer Stelle aktiv zu werden. Diese Einschätzung erwies sich im Nachhinein als richtig. Generaloberst Boroëvić verlegte auf Grund dieser Lageeinschätzung seine wenigen Reserven in den Bereich südlich von Görz, wo es am 17. und 18. September 1916 nochmals zu massiven Angriffen kam, die jedoch alle erfolgreich abgewehrt werden konnten. Ab dem 19. September flauten die Kämpfe gänzlich ab, womit die siebte Schlacht am Isonzo beendet war. Man war sich aber im Klaren darüber, dass der Durchbruch nach Triest weiterhin das erklärte Ziel der italienischen Führung war und dass diese Kampfpause nicht von allzu langer Dauer sein würde.